# Sarakíb
Sarakíb (arabsky سراقب) je město v severní Sýrii v guvernorátu Idlib. Nachází se zhruba 60 kilometrů jihozápadně od města Aleppo a leží v nadmořské výšce 370 metrů nad mořem. K roku 2008 zde žilo 37 025 obyvatel.